# Pahangone mirabilis
Genre
Espèce
Pahangone mirabilis, unique représentant du genre Parvunaria, est une espèce d'araignées aranéomorphes de la famille des Linyphiidae.

## Distribution
Cette espèce est endémique du Pahang en Malaisie,. Elle se rencontre sur le Fraser's Hill.

## Description
Le mâle holotype mesure 2,25 mm et la femelle paratype 2,30 mm.

## Publication originale
- Tanasevitch, 2018 : A new erigonine genus and species from West Malaysia (Araneae: Linyphiidae). Raffles Bulletin of Zoology vol. 66, p. 408-412 (texte intégral).